# Hypsitropha
Hypsitropha là một chi bướm đêm thuộc họ Geometridae.